# Księżniczka Szeherezada
Księżniczka Szeherezada / Szeherezada (fr. Princesse Shéhérazade) – francuski serial animowany wyprodukowany w latach 1996 – 1999. Serial swobodnie nawiązuje do postaci Sheherezady z Księgi tysiąca i jednej nocy.

## Wersja polska
W Polsce serial był emitowany w paśmie wspólnym TV lokalnych (TVP Regionalna) pod nazwą Księżniczka Szeherezada. Pierwszy odcinek I serii wyemitowano na antenie TVP Regionalnej 14 listopada 1998, natomiast pierwszy odcinek II serii 22 listopada 1999 również tamże. Serial nadawano także w telewizji Tele5 w latach 2003-2004, gdzie tytuł skrócono do postaci: Szeherezada. Wersja z lektorem Henrykiem Pijanowskim. Serial został wydany także na VHS.

## Fabuła

### Seria I
W dziwną gwiaździstą noc księżniczka Szeherezada uwalnia Tilla, Ifrita zamkniętego w szklanym pryzmacie. Od tamtej pory nierozłącznie podróżują razem po świecie. Ich przygody inspirowane są zbiorem orientalnych opowieści i legend z cyklu Baśnie z tysiąca i jednej nocy.

### Seria II
Szeherezada w końcu spotyka swojego księcia z bajki – Noura, z którym przeżywa niesamowite przygody w odległych i dziwnych krainach. Ifrit Till, jej wierny przyjaciel, którego nadprzyrodzone moce pozwalają mu stać się wybranym przedmiotem lub zwierzęciem, podąża za nią wszędzie uczestnicząc we wszystkich jej przygodach.

## Lista odcinków

### Seria I
| Numer odcinka | Tytuł francuski                | Tytuł angielski                     | Tytuł polski              |
| ------------- | ------------------------------ | ----------------------------------- | ------------------------- |
| 01.           | Le pou magique                 | The Magic Lice                      | Magiczna wesz             |
| 02.           | Gigi le gondolier              | Gigi the Gondolier                  | Gigi gondolier            |
| 03.           | Glou l'Éfrit                   | Glug the Efreet                     | Gumowy Ifrit              |
| 04.           | Le barbier et le teinturier    | The Barber and the Dyer             | Fryzjer i farbiarz        |
| 05.           | La cité perdue                 | The Lost City                       | Zaginione miasto          |
| 06.           | De l'autre côté de la pastèque | On the other side of the watermelon | Po drugiej stronie arbuza |
| 07.           | Sourire de lune                | Moon Smile                          | Księżycowy uśmiech        |
| 08.           | Os mou                         | Os Mou                              | Mięczak                   |
| 09.           | Le cousin de Till              | Till's Cousin                       | Kuzyn Tilla               |
| 10.           | Le paresseux du roi            | The King's Sloth                    | Królewski leniwiec        |
| 11.           | Les trois princesses           | The Three Princesses                | Trzy księżniczki          |
| 12.           | L'esprit Georgirus             | The Efreet Georgirus                | Georgirus                 |
| 13.           | Boulboul, l'oiseau parleur     | Boulboul the Talking Bird           | Boulboul, gadający ptak   |
| 14.           | La rose marine                 | The Rose Marine                     | Niebieska róża            |
| 15.           | Till est amoureux              | Till Is In Love                     | Zakochany Till            |
| 16.           | Les trois chasseurs            | The Three Hunters                   | Trzej myśliwi             |
| 17.           | Le maître des aimants          | The Magnet Master                   | Władca magnesu            |
| 18.           | Les babouches d'Abou Kacem     | Abou Kacem's Turkish Slippers       | Pantofle Abou Kacem       |
| 19.           | Tatie Chourave                 | Auntie the Thief                    | Cioteczka - złodziejka    |
| 20.           | La magicienne Almana           | The Magician of Almana              | Czarodziejka Almana       |
| 21.           | On a volé l'Alhambra           | The Alhambra is stolen              | Kradzież Alhambry         |
| 22.           | La tour des vents              | The Wind Tower                      | Wieża Wiatrów             |
| 23.           | Drôle de soleil                | Funny Kind of Sun                   | Zabawne słońce            |
| 24.           | Le roi justicier               | The Kind the Maker of Justice       | Sprawiedliwy władca       |
| 25.           | Du poil, du fil, de la plume   | Hair, Thread & Feather              | Włos, nić i pióro         |
| 26.           | La légende du cerf royal       | The Legend Of The Wild Deer         | Legenda o dzikich łaniach |

### Seria II
| Numer odcinka | Tytuł francuski             | Tytuł angielski          | Tytuł polski             |
| ------------- | --------------------------- | ------------------------ | ------------------------ |
| 27.           | Nour & Shéhérazade          | Nour And Scheherazade    | Nur i Szeherezada        |
| 28.           | Cadeau d'anniversaire       | The Birthday Present     | Prezent urodzinowy       |
| 29.           | Mission science-tifique     | The Scientific Mission   | Wyprawa naukowa          |
| 30.           | L'empreinte assassine       | Mark of an Assassin      | Tajemnicze źródło        |
| 31.           | Le luth magique             | The Magic Lute           | Magiczna lutnia          |
| 32.           | L'araignée tisse sa toile   | The Spider Spins her Web | Pajęczyca zastawia sidła |
| 33.           | La note universelle         | The Universal Note       | Magiczna nuta            |
| 34.           | L'enlèvement de Nour        | The Kidnapping Of Nour   | Porwanie Nura            |
| 35.           | Le serpent à deux têtes     | The two Headed Snake     | Dwugłowy wąż             |
| 36.           | La mauvaise nouvelle        | Bad News                 | Złe wieści               |
| 37.           | Copie en conforme           | A Bad Copy               | Maszyna do udawania      |
| 38.           | Le sceptre de Petra         | Petra's ghost            | Duch Piotra              |
| 39.           | Stalagmites                 | Stalagmites              | Stalagmity               |
| 40.           | Anaid                       | Anaid                    | Anaid                    |
| 41.           | La machine à faire semblant | The Copying Machine      | Maszyna kopiująca        |
| 42.           | La piste des éléphants      | Chasing Elephants        | Na tropie słoni          |
| 43.           | Le puits d'amour            | The Tunel Of Love        | Studnia miłości          |
| 44.           | La marche forcée            | The Forced Walk          | Marsz na komendę         |
| 45.           | La chasse aux Éfrits        | Chasing Genies           | Polowanie na Ifrity      |
| 46.           | Le mil et le sel            | Millet And Salt          | Proso i Sól              |
| 47.           | La toghra du sultan         | The Sultan's Toga        | Toga sułtana             |
| 48.           | Roxanour                    | Roxanur                  | Tajemniczy Rejs          |
| 49.           | Naour                       | Naour                    | Naur                     |
| 50.           | Le Togonourchi              | The Togonourchi          |                          |
| 51.           | Till et Tilta               | Till And Tilta           | Till i Tilta             |
| 52.           | Le miroir à deux faces      | The Two Sided Mirror     | Fałszywe lustro          |

## Dubbing francuski
- Emmanuelle Pailly – Shéhérazade (pierwszy głos)
- Barbara Tissier – Shéhérazade (drugi głos)
- Emmanuel Curtil – Fahrid
- Denis Laustriat – książę Silmane
- Paul Nivet – Till (drugi głos)
- Damien Witecka – Nour
- Luq Hamet – Glou, Boulboul
- Edgar Givry – kuzyn Tilla
- Michel Barbey – fałszywy brat
- Luc Bernard – Georgirus
- Jean-Luc Kayser – Keskes (pierwszy głos)
- Gérard Rinaldi – Abou Kir (pierwszy głos)
- Michel Dodane – Keskes (drugi głos), Abou Kir (drugi głos)
- Patrice Dozier – Abou Sir
- Bernard Lanneau – śpiewające drzewo
- Michel Muller – Mr Christine

Źródło: